# Traussan
Traussan (en francès Trausse) és un municipi de França de la regió d'Occitània, al departament de l'Aude. En occità també s'ha proposat d'escriure Trauça.
Als documents medievals escrits en època carolíngia trobem esmentat: Villa Tesautani, l'any 842; Villa Tecsetani, el 843; Villa Trenciani, in pago Narbonensi, in suburbio Ventaionensi, l'any 866.